# Emil Braun
Pour les articles homonymes, voir Braun.
August Emil Braun (Gotha, 19 avril 1809-Rome, 12 septembre 1856) est un archéologue allemand.

## Biographie

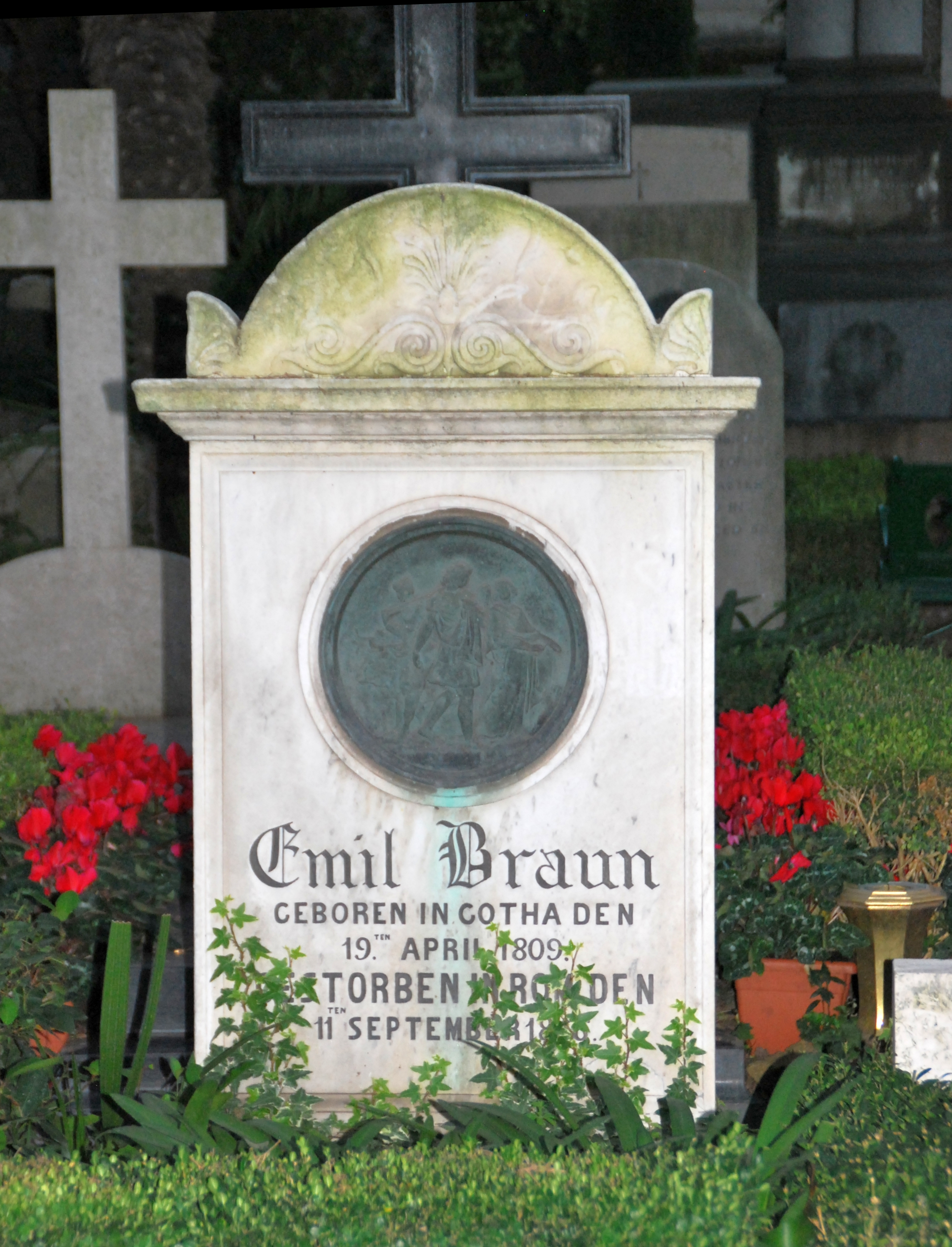
Tombe d'Emil Braun au Cimetière non-catholique de Rome

Élève de K.O. Müller à Göttingen puis de Eduard Gerhard à Munich (1829-1832), il parachève ses études à Leipzig et à Dresde et effectue ses premiers travaux au Musée de Berlin (1833). Il accompagne ensuite Gerhard à Rome et devient assistant à l'Institut de correspondance archéologique.
En 1840, il est nommé Directeur de l'Institut. Il établit alors avec les savants de toute l'Europe d'excellents rapports, encourageant Wilhelm Henzen à jeter les bases d'un Corpus des inscriptions latines et fait de l'Institut un centre d'enseignement de philologie en organisant dans les musées de Rome des séminaires archéologiques. Développant publications, achat de copies d'art, galvanoplastie et même photographies, il fait rattacher l'Institut au budget de l’État prussien et obtient une direction centrale à Berlin.
Il meurt en fonction en 1856.

## Travaux
- Il giudizio di Paride, 1838
- Die Kunstvorstellungen des geflügelten Dionysios, 1839
- Tages und des Hercules und der Minerva heilige Hochzeit, 1839
- Antike Marmorwerke, 1843
- Die Schale des Kodros, 1843
- Die Ficoronische Cyste, 1850
- Griechische Götterlehre, 1850-1854
- Vorschule der Kunstmythologie, 1854
- Die Ruinen und Museen Roms, 1854